# Jacques Bilodeau
 (décembre 2020).
Si vous disposez d'ouvrages ou d'articles de référence ou si vous connaissez des sites web de qualité traitant du thème abordé ici, merci de compléter l'article en donnant les références utiles à sa vérifiabilité et en les liant à la section « Notes et références ».
Pour les articles homonymes, voir Bilodeau.
Jacques Bilodeau, né le 13 juin 1923 à Montréal, est un acteur québécois décédé le 8 février 1976. Il a vécu la majorité de sa vie à Montréal. Il était père de 5 enfants, 4 de sa première femme, Réjeanne Bergeron et 1 de sa deuxième femme Claudette Bilodeau. Il était le frère de l'animateur Louis Bilodeau et de l'acteur Pascal Rollin (Guy Bilodeau).
Sa sépulture est située dans le Cimetière Notre-Dame-des-Neiges, à Montréal.

## Filmographie

### Télévision
- 1954 : 14, rue de Galais de Jean Boisvert (série télévisée) : Simon
- 1955 : Beau temps, mauvais temps de Paul Blouin et René Boissay (série télévisée) : Larry Duval
- 1956 : Les Belles Histoires des pays d'en haut de Bruno Paradis et Fernand Quirion (série télévisée) : Janvier
- 1963 : Rue de l'anse de Pierre Gauvreau (série télévisée)
- 1965 : Septième nord (série télévisée) d'André Bousquet : Un enquêteur
- 1968 : Le Paradis terrestre de Louis Bédard et Charles Dumas (série télévisée) : Aristide Lanthier
- 1968 : Les Aventures de Tom Sawyer (de) de Wolfgang Liebeneiner (feuilleton TV) : Indian Joe
- 1970 : En pièces détachées (téléthéâtre) (téléthéâtre basé sur la pièce de Michel Tremblay) : Maître de cérémonie

### Cinéma
- 1958 : Le Maître du Pérou de Fernand Dansereau
- 1959 : L'Héritage de Bernard Quevlin
- 1960 : Nomades de Louis-Georges Carrier
- 1967 : Le Grand Rock
- 1969 : Délivrez-nous du mal de Jean-Claude Lord
- 1969 : Le Grand Rock de Raymond Garceau
- 1970 : Danger pour la société de Jean Martimbeau : Le voisin
- 1970 : Red de Gilles Carle
- 1971 : Le Savoir-faire s'impose: 2e partie d'Anne-Claire Poirier
- 1971 : Les Mâles de Gilles Carle
- 1972 : La Vraie Nature de Bernadette de Gilles Carle : Un agriculteur
- 1973 : La Dernière neige d'André Théberge
- 1973 : Taureau de Clément Perron : Ti-beu
- 1973 : Sensations de Robert Seguin
- 1973 : Les Allées de la terre d'André Théberge
- 1974 : Les Aventures d'une jeune veuve de Robert Fournier
- 1975 : Les Vautours de Jean-Claude Labrecque
- 1976 : Parlez-nous d'amour de Jean-Claude Lord
- 1977 : J.A. Martin photographe de Jean Beaudin : Hormidas Lambert